# Трелебори
Трелебори (на шведски: Trelleborg, правопис по правилата за транскрипции до 1995 г. Трелебор) е град в южна Швеция, лен Сконе. Главен административен център на едноименната община Трелебори. Разположен е на брега на Балтийско море. Намира се на около 520 km на югозапад от столицата Стокхолм и на 20 km на юг от Малмьо. Първите сведения за града датират от 1257 г. Получава статут на град на през 1867 г. Има крайна жп гара, летище и пристанище. Трелебори е най-южният град на Швеция. Населението на града е 28 290 жители според данни от преброяването през 2010 г.

## Спорт
Представителният футболен отбор на града се казва Трелеборис ФФ. Дългогодишен участник е в Шведската лига Алсвенскан.

## Побратимени градове
- Хамерфест, Норвегия